# Lora Webb Nicholsová
Lora Webb Nicholsová (nepřechýleně Lora Webb Nichols; 28. října 1883 – 31. srpna 1962) byla americká fotografka a diaristka. Fotografovala každodenní život ve Wyomingu.

## Dětství
Nicholsová se narodila ve městě Boulder v Coloradu. Její dědeček byl coloradksý guvernér David H. Nichols. Se svou rodinou se přestěhovala do Encampment, Wyoming.

## Život a práce
Nicholsová začala fotografovat v roce 1899 ve věku 16 let. Lucy Daviesová, píšící pro The Daily Telegraph, popsala její práci spíše jako záznam wyomingských „bezvýznamných domácích prací a rituálů (mytí, odhazování sněhu, pletení vlasů) než velkolepých událostí. Přesto její upřímné, odvážné fotografie zachycují čisté vzrušení z pionýrského života, z velikosti a rozsahu Ameriky." Kolem roku 1905 Nicholsová postavila temnou komoru a pracovala jako fotografka a laborantka na vyvolávání filmů. V roce 1925 založila v Encampment tři podniky: Rocky Mountain Studio, které vyvíjelo film a půjčovalo fotoaparáty; noviny The Encampment Echo ; a The Sugar Bowl, prodej sody a zmrzliny. Když městem procházeli kovbojové a mladí muži z Civilního záchranného sboru, Nicholsová jim půjčila fotoaparát a požádala je, aby se vrátili s fotografiemi. Tyto snímky představují asi třetinu jejího archivu.
V roce 1935 se přestěhovala do Stocktonu v Kalifornii a pracovala v dětském domově a nakonec se stala jeho ředitelkou. Vrátila se do tábora v roce 1956, kde zemřela v roce 1962.

## Osobní život
Měla šest dětí.

## Dědictví
V archivu Nicholsové je 24 000 fotografií, z nichž 16 000 pořídila ona, a jsou uloženy v American Heritage Center na University of Wyoming. Tento archiv také obsahuje rukopis jejích nedokončených memoárů I Remember: a Girl's Eye View of Early Days in the Rocky Mountains. Její deníky a další fotografie jsou uloženy v muzeu Grand Encampment v Encampmentu.

## Publikace
- Encampment, Wyoming: Selections from the Lora Webb Nichols Archive 1899–1948 (Tábořiště, Wyoming: Výběr z archivu Lory Webb Nicholsové). Amsterdam: Fw, 2020. Editor: Nicole Jean Hill. ISBN 978-94-90119-89-8. S esejemi Nancy F. Andersonové a Hilla.
  - Amsterdam: Fw, 2021.